# Louis Florent-Lefebvre
Pour les articles homonymes, voir Lefebvre.
Louis Florent-Lefebvre, né le 26 mars 1821 à Beaumetz-les-Loges (Pas-de-Calais) et mort le 5 mai 1887 à Monchy-le-Preux (Pas-de-Calais), est un homme politique français.

## Biographie
Avocat, il est un opposant à l'Empire. Maire de Monchy-le-Preux entre 1860 et 1887, conseiller général du canton de Vitry-en-Artois entre 1866 et 1883, il est député du Pas-de-Calais de 1876 à 1877 et de 1881 à 1885, siégeant au Centre gauche. Il est l'un des 363 qui refusent la confiance au gouvernement de Broglie, le 16 mai 1877. Il est un fervent républicain, mais aussi un décentralisateur et un catholique. Il soutient la politique de Jules Ferry et en 1885 il est sur une liste radicale du Nord, mais échoue à être élu.

## Sources
- « Louis Florent-Lefebvre », dans Adolphe Robert et Gaston Cougny, Dictionnaire des parlementaires français, Edgar Bourloton, 1889-1891 [détail de l’édition]